# Jutta Kleinschmidt

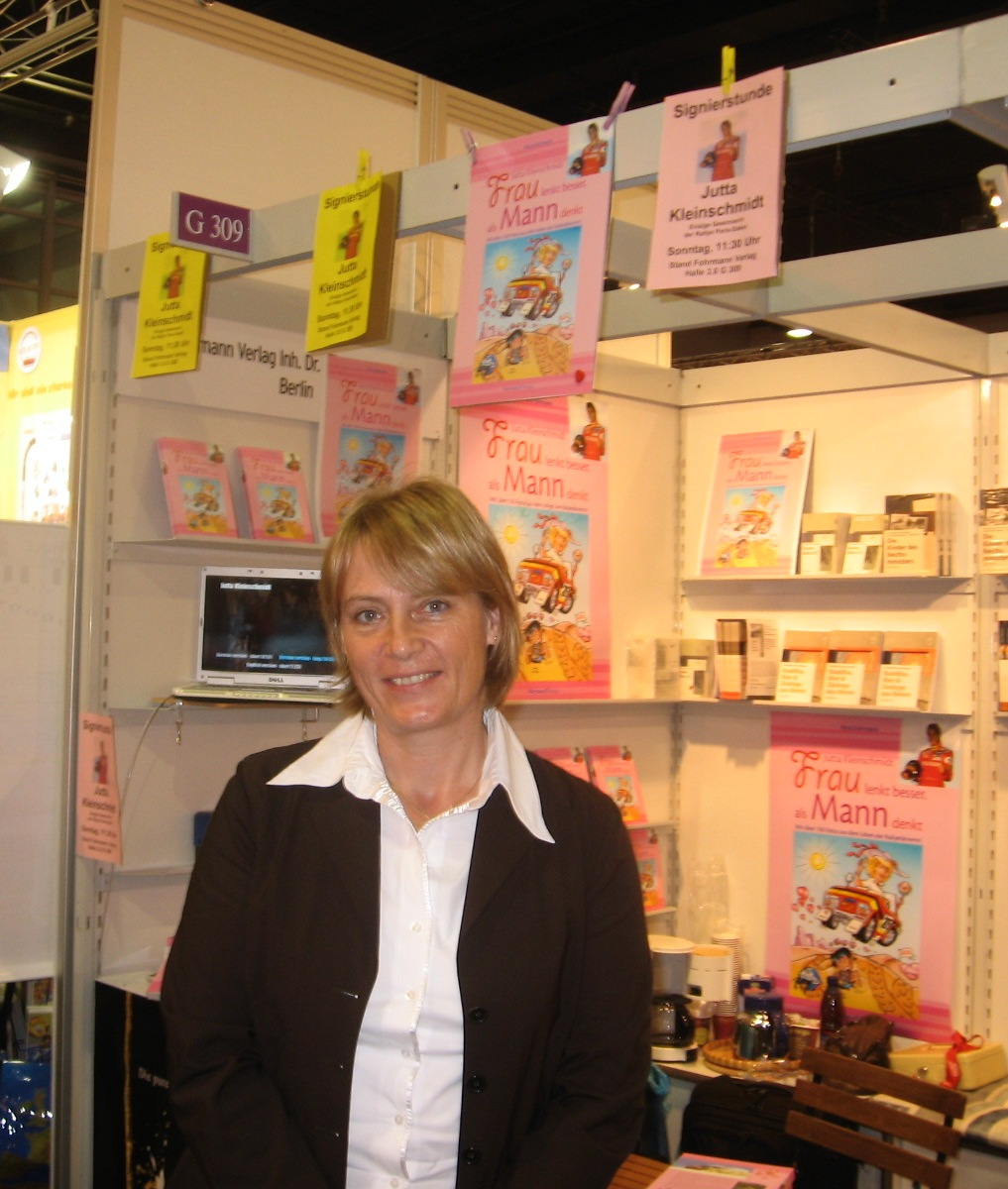
Jutta Kleinschmidt en la Feria del Libro de Fráncfort en 2010.

Jutta Kleinschmidt (Colonia, Alemania, 29 de agosto de 1962) es una piloto de rally raid, conocida por ser la primera que ha conseguido ganar el Rally Dakar, al lograrlo en Rally Dakar de 2001.
Estudió física e ingeniería hasta 1986, realizando la tesis en BMW. Desde 1987 hasta 1992 trabajó para esta empresa, en el departamento de diseño de vehículos. Desde 1993 compagina los trabajos de piloto e instructora.

## Carrera deportiva

### 1987
- Compite en el Rally de los Faraones, en la que es su primera participación en una prueba de rally, pilotando una motocicleta.

### 1988
- Primera participación en el Rally Dakar, en la categoría de motos.

### 1992
- Motos

- 1.ª en la clasificación femenina del Rally París-Ciudad del Cabo.
- 1.ª en la clasificación femenina del Rally de los Faraones
- 1.ª en las 24 horas de Clermont-Ferrand.

- Automóviles

- Primeras participaciones en carreras de automóviles de resistencia, en las 24 Horas de Nürburgring y las 24 Horas de Spa.

### 1993
- Motos

- 4.ª en la clasificación general del Rally de los Faraones.

- Automóviles

- Primera participación en rallies en la categoría de automóviles, como copiloto de Jean-Louis Schlesser.

### 1994
- Motos

- 1.ª en la clasificación femenina del Rally París-Ciudad del Cabo, en motos.
- 1.ª en la clasificación femenina del Rally de los Faraones, en motos, y 5.ª en la clasificación general.

- Automóviles

- 1.ª en la clasificación general de la UAE Desert Challenge, en automóviles.
- 2.ª en el Campeonato Mundial de Rally Cross-Country, en categoría de dos ruedas motrices.

### 1995
- Automóviles

- 2.ª en el Campeonato Mundial de Rally Cross-Country en categoría de dos ruedas y 7.ª en la categoría global.

### 1996
- Motos

- 1.ª en la clasificación femenina de la Australian Safari and Desert Challenge.

- Automóviles

- 2.ª en el Campeonato Mundial de Rally Cross-Country, en categoría de dos ruedas motrices.

### 1997
- Coches

- 5.ª en la clasificación del Rally Dakar y dos victorias de etapa, convirtiéndose en la primera mujer en conseguirlo.
- 1.ª en las 24 Horas de Nürburgring.

### 1998
- Victoria de etapa en el Rally Dakar.

### 1999
- 3.ª en el Rally Dakar y dos victorias de etapa. Se convierte en la primera mujer en liderar la prueba y terminar en el podio.
- 4.ª en el Campeonato Mundial de Rally Cross-Country.
- 4.ª en el Rally de Túnez.
- 4.ª en la Baja de Italia.
- 3.ª en la UAE Desert Challenge.

### 2000
- 5.ª en el Rally París-Dakar
- 2.ª en el Rally de Túnez
- 2.ª en la Baja de España
- 2.ª en el Rally Master
- 2.ª en el Rally por Las Pampas
- 4.ª en el Rally de Marruecos
- 2.ª en el Campeonato Mundial de Rally Cross-Country

### 2001
- 1.ª en el Rally París-Dakar[1]
- 1.ª en la Baja Italia
- 2.ª en el Rally de Marruecos
- 2.ª en la Baja de Portugal
- 2.ª en el Rally Master
- 2.ª en el Rally por Las Pampas
- 2.ª en el Campeonato Mundial de Rally Cross-Country

### 2002
- 2.ª en el Rally Dakar[1]

### 2003
- 8.ª en el Rally Dakar[1]
- 3.ª en la Baja de Alemania

### 2005
- 3.ª en el Rally Dakar[1]
- 3.ª en el Rally por Las Pampas
- 3.ª en el Rally de Marruecos
- 2.ª en la Baja de Portalegre

## Resultados

### Rally Dakar
| Año     | Categoría | Vehículo   | Copiloto          | Posición | Etapas |
| ------- | --------- | ---------- | ----------------- | -------- | ------ |
| 1988    | Motos     | BMW        | Sin copiloto      | Ret.     | -      |
| 1992    | Motos     | BMW        | Sin copiloto      | 23.º     | -      |
| 1994    | Motos     | KTM        | Sin copiloto      | 22.º     | -      |
| 1995    | Coches    | Mitsubishi | Dagmar Lohmann    | 12.º     | -      |
| 1996    | Coches    | Buggy      | Xavi Foj          | Ret.     | -      |
| 1997    | Coches    | Buggy      | Jean Boutaire     | 5.º      | 2      |
| 1998    | Coches    | Buggy      | Matthew Stevenson | 24.º     | 1      |
| 1999    | Coches    | Mitsubishi | Tina Thörner      | 3.º      | 2      |
| 2000    | Coches    | Mitsubishi | Tina Thörner      | 5.º      | 1      |
| 2001    | Coches    | Mitsubishi | Andreas Schulz    | 1.º      | 1      |
| 2002    | Coches    | Mitsubishi | Andreas Schulz    | 2.º      | 2      |
| 2003    | Coches    | Mitsubishi | Fabrizia Pons     | 8.º      | -      |
| 2004    | Coches    | Volkswagen | Fabrizia Pons     | 17.º     | 1      |
| 2005    | Coches    | Volkswagen | Fabrizia Pons     | 3.º      | 1      |
| 2006    | Coches    | Volkswagen | Fabrizia Pons     | Ret.     | -      |
| 2007    | Coches    | BMW        | Tina Thörner      | 15.º     | -      |
| Fuente: |           |            |                   |          |        |